# اسماعیل کدخدازاده
اسماعیل کدخدازاده (۱۳۱۷–۱۳۹۰) از ورزشکاران و روزنامه نگاران ورزشی ایران، دبیر اسبق کنفدارسیون وزنه‌برداری آسیا، اولین رئیس فدراسیون بدمینتون پس از انقلاب بود. اولین آسیایی بود که به عضویت دائمی جامعه بین‌المللی تاریخ نگاران المپیک وابسته به کمیته بین‌المللی المپیک، در زمان تأسیس این نهاد درآمد.

## تحصیلات و تولد
پدر بزرگ وی باقر کدخدازاده نماینده دوره اول مجلس شورای ملی و پدرش محمد صادق کدخدازاده کار مند مجلس شورای ملی بود. اسماعیل کدخدازاده در بهمن ۱۳۱۷ در تهران به دنیا آمد. تحصیلات اولیه او در تهران در مقاطع دیپلم و لیسانس و کارشناسی ارشد در انگلستان صورت گرفت.

## فعالیت های سیاسی
کدخدازاده فعالیت‌های سیاسی خود را در حزب نیروی سوم و بعد از آن در حزب سوسیالیست به رهبری مسعود حجازی  و محمدعلی خنجی ادامه داد. او از پایه گذاران سازمان ورزشکاران این حزب به همراه غلامرضا تختی بود و در سال‌های آغازین دهه چهل از مسوولین سازمان ورزشکاران  جبهه ملی محسوب میشد.

## فعالیت‌های ورزشی
کدخدازاده در صنعت نفت مشغول به فعالیت بود و از پایه گذاران سازمان نوین ورزش در صنعت نفت کشور محسوب می‌شود. وی در سال‌های ۱۳۵۹ الی ۱۳۶۱ مسوولیت امور ورزش شرکت ملی نفت را پس از دهداری برعهده گرفت. او سابقه فعالیت در فدراسیون‌های فوتبال، وزنه‌برداری، مشت‌زنی، ژیمناستیک، بدمینتون و ناشنوایان داشته و در کنفدراسیون‌‌های آسیایی وزنه‌برداری (ریاست کنفدراسیون۱۹۷۴) و بدمینتون آسیا نیز عضویت و فعالیت طولانی داشت. اسماعیل کدخدازاده پس از انقلاب رئیس فدراسیون بدمینتون شده و هم‌چنین به سمت داوری در عرصه وزنه‌برداری نیز مشغول بود.

## روزنامه‌نگاری
او در نشریات اطلاعات، کیهان، کیهان ورزشی فعالیت داشته و مدتی نیز سردبیر نشریات صنعت نفت و فصلنامه انجمن پیشکسوتان ایران بود. اسماعیل کدخدازاده برای اولین بار سیستم ارزشگذاری بر روی مدال‌های المپیک را در ایران پایه‌گذاری کرد. (۱۰ نمره برای طلا، ۷ نمره برای نقره و ۴ نمره برای برنز)

## تالیفات
- تاریخ المپیک عهده باستان و دوره نوین
- تاریخ جام جهانی فوتبال
- یادگاری‌های ایران از بازی‌های تابستانی و زمستانی المپیک و آسیایی به زبان‌های فارسی و انگلیسی
- سرآمدان ورزش ایران در بازی‌های قاره کهن و فوتبال ایران در المپیک، جام جهانی و بازی‌های آسیایی